# Gare de Heiwajima
La gare de Heiwajima (平和島駅, Heiwajima-eki) est une gare ferroviaire de l'arrondissement d'Ōta, à Tokyo au Japon. La gare est exploitée par la compagnie Keikyū.

## Situation ferroviaire
La gare de Heiwajima est située au point kilométrique (PK) 5,7 de la ligne principale Keikyū.

## Histoire
La gare de Heiwajima a été inaugurée le 1er février 1901 sous le nom de gare de Sawada. Elle prend son nom actuel en 1961.

## Service des voyageurs

### Accueil
La gare est située sous les voies qui sont surélevées. Elle est ouverte tous les jours.

### Desserte
- Ligne principale Keikyū :
  - voies 1 et 2 : direction Aéroport de Haneda ou Yokohama
  - voies 3 et 4 : direction Shinagawa et Sengakuji (interconnexion avec la ligne Asakusa pour Oshiage)